# Tania Raggi
Tania Raggi (...) è una cantante e attrice italiana.

## Biografia
Nel 1960 partecipa al VII Festival della Canzone Città di Roma, con Giacomo Rondinella, Jula de Palma, Giorgio Consolini, il duo Boetto e altri nomi celebri della canzone italiana. Nell'estate dello stesso anno partecipa in Rai a In due si vince meglio, programma condotto da Ugo Tognazzi e Bice Valori, e a Gran Gala con Delia Scala. Si esibisce inoltre a Le occasioni del microsolco e Sei voci e otto strumenti, sempre in Rai.
Diventa inizialmente nota al grande pubblico giungendo alla finale del concorso Voci Nuove della Rai. Nel 1961 partecipa alla Sei Giorni della Canzone, svoltasi a Milano, con Luciano Tajoli, Sergio Endrigo, Luigi Tenco, Ricky Sanna, Henry Wright, Tony Renis, Corrado Lojacono, Paolo Bacilieri, Gene Colonnello, Anita Sol e vari altri. Interpreta poi la colonna sonora de Gli scontenti di Giuseppe Lipartiti, col brano Manuela scritto da Tarcisio Fusco. Nello stesso anno esordisce come attrice, diretta da Giulio Macchi, nella coproduzione cinematografica italo-francese Le italiane e l'amore, prodotta da Magic Film e Pathé, film-inchiesta a episodi coordinato da Cesare Zavattini sul tema della condizione femminile, e tratto dal libro Le italiane si confessano di Gabriella Parca. Nel film Raggi è l'attrice protagonista dell'episodio Il successo. In un articolo intitolato La donna rivendica il diritto alla felicità, la stampa canadese lo descrive così: «ogni donna si riconoscerà in una o l'altra delle eroine. Ognuna rivivrà almeno un episodio della sua vita, di fronte alle immagini scioccanti di questa audace disamina».
Nel 1962 interpreta il brano Mamma nella raccolta di successi dedicata al mercato britannico per l'etichetta London records, con Roberto Murolo, Flo Sandon's, Aurelio Fierro, Marino Marini e Edoardo Lucchina.
Nel 1963 pubblica il 45 giri Se una donna, che viene scelto per la colonna sonora del film Sexy nel mondo di Roberto Bianchi Montero, il quale però, non avendo inizialmente ottenuto il visto censura, viene distribuito nelle sale successivamente.
Dopo il successo in Italia, giungono le prime tournée internazionali: nel marzo 1963 partecipa all'Italian Song Festival di Varsavia, presso la Sala del Congresso nazionale (Sala Kongresowa), con Tullio Pane, Anita Sol, Marisa Colomber, Claudio Venturelli, Roby Castiglione e quattro altri cantanti provenienti dal Festival di Sanremo. In questa occasione, all'apice della carriera, è protagonista della copertina del noto settimanale polacco Przekrój. Il 22 e 23 luglio 1963 partecipa all'Europese Beker voor Zangvoordracht di Knokke-Heist, in Belgio.
In carriera, fa anche parte del Quartetto OK, gruppo vocale attivo fra la fine degli anni '50 e gli anni '60, coi quali incide numerosi 45 giri sia come banda solista, sia in particolare come coro nei dischi di altri celebri artisti, fra i quali Dario Fo e Franca Rame, Edoardo Vianello, Claudio Villa, Miranda Martino, Gianni Meccia, e altri.
Nella seconda metà degli anni '60 si ritira dalla carriera musicale.

## Filmografia

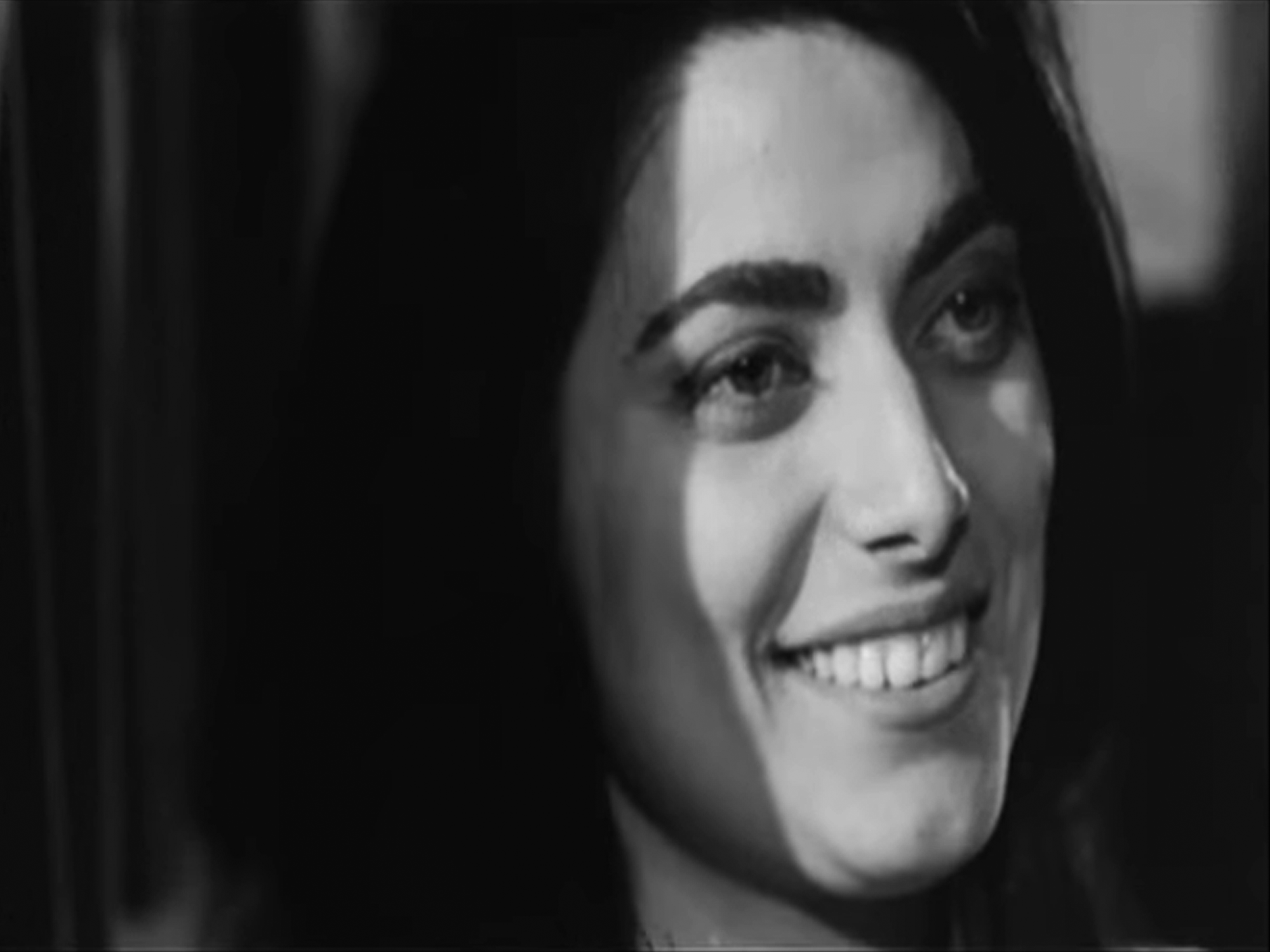
Tania Raggi in una scena de Le italiane e l'amore

- Le italiane e l'amore, regia di Giulio Macchi (1961)

## Discografia parziale
- 1960 - Tania Raggi / Claudio Venturelli – Così / Ti vorrei Così / Incontro all'amore (Edizioni Paoline, CT 2002, MPN 33480)
- 1961 - Tania Raggi / Giorgio Onorato – Stornelli romaneschi a dispetto / Stornello cha cha cha (Circus, CN M 9006)
- 1961 - Tania Raggi / Daniela Dani – Siamo Parte Del Cielo / Mai Ho Avuto Un Bacio (Circus, CN A 9020)
- 1962 - Tania Raggi – Signorina bella / È qui (Circus, CN A 9049)
- 1962 - Tania Raggi et al. –  The Greatest Songs From Italy (London Records, PW 81002)
- 1963 - Tania Raggi – Se una donna / Savue Moi (Circus, CN A 9075)
- 1965 - Tania Raggi – Un giorno da ricordare (Edizioni Musicali Cambi)